# Небески феномен над Нирнбергом 1561. године
Небески феномен над Нирнбергом 1561. године се може наћи у извештају Ханса Гласера из априла 1561. и он описује масовно виђење небеских појава или неидентификованих летећих објеката (НЛО) изнад Нирнберга (тада Слободног царског града Светог римског царства). Уфолози су спекулисали да су ове појаве можда биле ванземаљске летелице. Скептици тврде да је тај феномен вероватно био још један атмосферски феномен, као што је лажно сунце, пархелион, иако се отисак не уклапа у уобичајени класични опис феномена.

## Историја
Новински чланак штампан у априлу 1561. описује масовно виђење небеских појава. Новина је биле широколистног формата, илустрована дрворезом и текстом Ханса Гласера, има димензије 26,2 центиметра (10,3 ин) са 38,0 центиметара (15,0 ин). Документ је архивиран у збирци графика и цртежа у Централној библиотеци Цирих у Цириху, Швајцарска.
Према извештају, у зору 14. априла 1561, „многи мушкарци и жене“ из Нирнберга видели су оно што се у часопису описује као ваздушна битка „напољу од сунца“, праћену појавом великог црног троугластог објекта и „исцрпљених” борачких сфера падајући на земљу у облацима дима. Лист тврди да су сведоци посматрали стотине сфера, цилиндара и других предмета необичног облика који су се неуобичајено кретали изнад глава на небу. Илустрација у дрворезу приказује предмете различитих облика, укључујући крстове (са или без сфера на краковима), мале сфере, два велика полумесеца, црно копље и цилиндричне објекте из којих је изашло неколико малих сфера које су у зору летеле по небу.

## Објављени текст широког листа
Текст брошуре је превела Илсе Вон Јакоби на следећи начин:
Ујутру 14. априла 1561. године, у зору, између 4 и 5 сати ујутру, догодило се страшно привиђење на сунцу, а онда су то видели у Нирнбергу у граду, пред капијама и на селу – многи мушкарци и жене. Најпре су се усред сунца појавила два крвавоцрвена полукружна лука, баш као и месец у својој последњој четврти. А на сунцу, горе и доле и са обе стране, боје је била крв, стајала је округла лопта делом мутне, делом црне боје гвожђа. Исто тако су стајале са обе стране и као торус око сунца такве крвавоцрвене и друге лопте у великом броју, око три у реду и четири у квадрату, а такође неке саме. Између ових глобуса било је видљиво неколико крвавоцрвених крстова, између којих су се налазиле крвавоцрвене траке, које су позади постајале све дебље, а спреда савитљиве као штапови трске траве, који су се мешали, међу њима и два велика штапа, један десно, други лево, а унутар малог и великог штапа налазила су се три, такође четири и више глобуса. Сви су ови почели да се боре између себе, тако да су кугле, које су прво биле на сунцу, полетеле до оних које су стајале на обе стране, а затим су кугле које су стајале изван сунца, у малом и великом штапу, полетеле ка сунцу. Осим тога, глобуси су летели између себе и жестоко се борили једни са другима више од сат времена. И када је сукоб у и опет ван сунца био најинтензивнији, уморили су се до те мере да су сви, као што је речено горе, пали са сунца на земљу „као да су сви изгорели“ и онда су се губили, на земљи са огромним димом. После свега овога било је нешто као црно копље, веома дугачко и дебело, видно; осовина је била усмерена на исток, тачка на запад. Шта год такви знаци значе, само Бог зна. Иако смо видели, убрзо један за другим, многе врсте знакова на небу, које нам шаље свемогући Бог, да нас доведу до покајања, ипак смо, нажалост, толико незахвални да презиремо тако високе знаке и чуда од Бога. Или о њима говоримо са подсмехом и одбацујемо их у ветар, да би нам Бог послао застрашујућу казну због наше незахвалности. Уосталом, богобојажљиви нипошто неће одбацити ове знаке, већ ће их примити к срцу као опомену свог милосрдног Оца на небесима, поправити своје животе и верно молити Бога да одврати свој гнев, укључујући и добрано заслужену казну, на нас, да бисмо привремено овде и заувек тамо живели као његова деца. За то нека нам Бог подари своју помоћ, Амин. Ханс Гласер, сликар писама из Нирнберга.

## Савремене интерпретације
Према аутору Џејсону Колавиту, дрворез је постао познат у модерној култури након што је објављен у књизи Карла Јунга 1958. године под називом Летећи тањири: „Савремени мит о стварима виђеним на небу”, књизи која анализира архетипско значење НЛО-а. Јунг је изразио став да је спектакл највероватније природни феномен са верским и војним тумачењима која га прекривају. „Да су НЛО живи организми, неко би помислио на рој инсеката који се диже са сунцем, не да се боре једни против других, већ да се паре и славе брачни лет.“"
Војна интерпретација би посматрала цеви као топове, а сфере као топовске кугле, наглашавајући црни врх копља на дну сцене, и Глејзерово сопствено сведочење да су се глобуси жестоко борили док нису исцрпљени. Религиозни поглед би нагласио крстове. Јунг сматра да слике четири глобуса спојене линијама сугеришу укрштене брачне четвртине и формирају модел за „примитивни унакрсни брак рођака”. Такође је претпоставио да би то такође могао бити симбол индивидуације и да асоцијација на излазак сунца сугерише „откровење светлости“.
У уфологији, нирнбершки летак се више пута користи као доказ о сусретима са или чак и посетама ванземаљаца у ранијим временима. Позадину овде чине наводни описи бројних „извештаја сведока“, који се подразумевају као „насилна појављивања“ и „борбени догађаји“, који би требало да сугеришу да се НЛО боре на небу.
Истраживач НЛО-а, астроном и скептик Жак Вале противречи томе и истиче да је упадљиво да бројни предмодерни извештаји о „знацима чуда“ и „небеским наочарима“ понекад дају исти опис догађаја од речи до речи. Извештаји, увек истог садржаја, не мењају се у својој основној структури током векова, а објекти укључени у догађај су увек исти. Увек се ради о сферама, лоптама и/или дисколиким објектима невероватне маневарске способности, који се боре испред сунца на небу и у свемиру. Формирање објеката, који се увек описују на исти начин, и веома дуго трајање догађаја такође изазивају недоумице и полемике. Поред тога, бројни текстови, иако из различитих деценија и векова, увек користе исте фразе за опис догађаја. И сваки од ових догађаја је пријављен верским, административним и научним властима и објављен у памфлетима.
С једне стране, Жак Вале се пита да ли би било исправно данас, из погодности, све ове извештаје приписати разним природним феноменима и оставити на томе, пошто се алтернативна могућа тумачења не могу лако искључити. С друге стране, мало је вероватно да се технологија која стоји иза наводних ванземаљских летећих објеката не развија током векова у извештајима и да се чини да су ванземаљци умешани увек исти. Штавише, није очигледан ни смисао, ни сврха ни мотив оваквих небеских битака.